# Aphrissa fluminensis
Aphrissa fluminensis is een vlinder uit de familie van de Pieridae (witjes), onderfamilie Coliadinae.
De wetenschappelijke naam van de soort werd in 1921 gepubliceerd door Romualdo Ferreira d'Almeida.